# قطعنامه ۴۶۴ شورای امنیت
قطعنامه ۴۶۴ شورای امنیت سازمان ملل متحد که در تاریخ ۱۹ فوریه ۱۹۸۰ تصویب شد، سندی بین‌المللی دربارهٔ پذیرش اعضای جدید سازمان ملل متحد: سنت وینسنت و گرنادین است. این قطعنامه طی نشست ۲٬۱۹۸ام با ۱۵ موافق، ۰ مخالف و ۰ ممتنع تصویب شد.